# روبرت ليكي
روبرت ليكي (بالإنجليزية: Robert Leckie) ‏(16 أبريل 1890 – 31 مارس 1975) كان ضابطًا في سلاح الجو الملكي البريطاني ولاحقًا في القوات الجوية الملكية الكندية، وشغل منصب رئيس أركان القوات الجوية الملكية الكندية بين عامي 1944 و1947.
اشتهر خلال الحرب العالمية الأولى بخدمة مميزة في الخدمة الجوية البحرية الملكية، حيث لُقّب بأحد "صيادي المناطيد من كندا" بعد إسقاطه منطادين ألمانيين.

## المسيرة العسكرية

### الحرب العالمية الأولى
بدأ ليكي خدمته في الخدمة الجوية البحرية الملكية عام 1915، وشارك في عدة مهام جوية فوق بحر الشمال. وفي عام 1916، أسقط منطادين ألمانيين، ما أكسبه شهرة واسعة وأوسمة تقدير من المملكة المتحدة.

### فترة ما بين الحربين
بعد اندماج الخدمة الجوية البحرية الملكية مع سلاح الجو الملكي البريطاني عام 1918، واصل ليكي خدمته كقائد سرب ومحطة جوية. وفي عام 1935، عُيّن مديرًا للتدريب في سلاح الجو الملكي البريطاني.

### الحرب العالمية الثانية
في عام 1938، أصبح قائدًا للقوات الجوية البريطانية في البحر الأبيض المتوسط، وهو المنصب الذي شغله حتى بداية الحرب العالمية الثانية. وفي عام 1940، عاد إلى كندا للإشراف على خطة الكومنولث البريطاني لتدريب الطيارين، وهي واحدة من أكبر برامج تدريب الطيارين في التاريخ.
في عام 1942، انتقل رسميًا إلى القوات الجوية الملكية الكندية، حيث استمر في إدارة البرنامج التدريبي حتى تعيينه رئيسًا لأركان القوات الجوية عام 1944.

## التقاعد والوفاة
تقاعد ليكي من الخدمة العسكرية عام 1947، وعاش بقية حياته في أوتاوا حتى وفاته في 31 مارس 1975.